# オパカ
オパカ（ブルガリア語: Опака̀, ラテン文字転写: Opaka）は、ブルガリア北東部のトゥルゴヴィシテ州にある町。人口2,873人（2009年12月）、面積57平方キロメートル。ルーマニア国境の町ルセの南70キロメートル、首都ソフィアの北東250キロメートルに位置する。トラキア時代、ローマ時代、スラヴ時代それぞれの遺跡が発見されており、近くのクレプチャ村の修道院には、920年に書かれた、古代ブルガリア語キリル文字で最古の碑文が残る。2011年にはトラキア時代の2世紀の古墳が発掘され、金製の花輪のかけらや青銅製の小像が出土した。
南極のロバート島沖にあるオパカ岩礁は、この町にちなみ命名された。